# Herbert Gezork
Herbert Johannes Gezork (* 15. Juni 1900 in Insterburg / Ostpreußen; † 21. Oktober 1984 in Vero Beach (Indian River County, Florida / USA)) war ein deutsch-amerikanischer Baptistenpastor. Ende 1936 floh er vor dem Nationalsozialismus in die Vereinigten Staaten. Nach einer Übergangsperiode war er zunächst als assistant professor an der Furman University in Greenville tätig und später am Andover Newton Seminary in Newton (Massachusetts / USA), zunächst als Professor für Sozialethik und ab 1950 als Präsident der theologischen Ausbildungsstätte.
Herbert Gezork gehörte der American Baptist Convention (heute American Baptist Churches USA) an und stand von 1954 bis 1955 sowie von 1959 bis 1960 als Präsident an der Spitze seiner Kirche. Daneben bekleidete er auf nationaler und internationaler Ebene zahlreiche weitere Ämter. In Deutschland bekannt geworden ist er vor allem durch sein 1933 veröffentlichtes Tagebuch einer Weltreise, das bis Ende der 1980er Jahre immer wieder neu aufgelegt worden ist.

## Leben

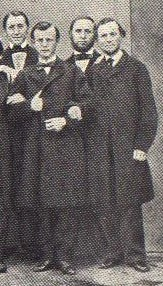
Herbert Gezorks Großvater: Friedrich Schirrmann
(1. Person links)

Herbert Johannes Gezork war der einzige Sohn des Insterburger Baptistenpredigers Friedrich Gezork (1867–1945) und seiner Ehefrau Anna (1874–1945), Tochter des Baptistenpredigers Friedrich Schirrmann. Vater und Mutter Gezork erlitten Anfang 1945 auf der Flucht vor den heranrückenden sowjetischen Truppen den Erfrierungstod und wurden in einem Massengrab beigesetzt. Herbert Johannes Gezork hatte eine ältere (Elli) und zwei jüngere Schwestern (Charlotte und Hildegard).
Von 1921 bis 1924 absolvierte Gezork ein Theologiestudium am Predigerseminar der deutschen Baptisten in Hamburg-Horn. Im folgenden Jahr wurde er von der Baptistengemeinde Berlin, Schmidtstraße (heute: Baptistengemeinde Berlin-Tempelhof) als Pastor auf Probe berufen und mit der Verantwortung für die Jugendarbeit der Gemeinde betraut. Seine Ordination und damit die offizielle Anerkennung als Pastor des Baptistenbundes erfolgte 1927. Neben seinem Gemeindedienst nahm Gezork ein weiteres Theologiestudium an der Berliner Friedrich-Wilhelms-Universität auf und hörte dort unter anderem Vorlesungen bei Adolf von Harnack (1851–1930). Im Jahr 1928 ging er als Austauschstudent an das Southern Baptist Theological Seminary in Louisville Kentucky und promovierte dort 1930 zum PhD. Seine Dissertation beschäftigte sich mit dem Thema: The philosophical and ethical conceptions of Marxian Socialism (= Die philosophischen und ethischen Konzeptionen des Marx'schen Sozialismus).
Im Anschluss an seine Promotion trat Gezork eine neunmonatige Weltreise an. Sie führte ihn von Amerika unter anderem nach Japan, China, Indien und Israel. Dabei kam es zu vielen Begegnungen, zum Beispiel mit Mahatma Gandhi und Rabindranath Tagore. Seine Eindrücke und Erfahrungen veröffentlichte er in dem 1933 erschienenen Buch So sah ich die Welt. Aus dem Weltreisetagebuch eines jungen Deutschen. Der Reisebericht erlebte zahlreiche Neuauflagen – sowohl in der Vor- als auch in der Nachkriegszeit. Außerdem erschienen Übersetzungen in finnischer und niederländischer Sprache. Die letzte Auflage erschien 1989.
Nach seiner Weltreise arbeitete Gezork kurzzeitig als Bankangestellter, Vakanzvertreter sowie als Mitarbeiter eines Kurzwellensenders. Im Jahr 1931 betraute der Bund der deutschen Baptistengemeinden (heute: Bund Evangelisch-Freikirchlicher Gemeinden in Deutschland) ihn mit der Leitung der deutschlandweiten Jugendarbeit. Die Stellung als Jugendwart (auch Jugendsekretär genannt) hatte er bis kurz vor Selbstauflösung des Jugendbundes am 10. Februar 1934 inne. Der Jugendbund war damit seiner zwangsweisen Eingliederung in die Hitlerjugend zuvorgekommen. Während seiner Zeit als Jugendsekretär verfasste Gezork den Aufsatz: Unsere Jüngerschaft und unser Zeugendienst im Blick auf die Gottlosenbewegung, der in der Jugendzeitschrift Jungbrunnen erschien und ihn in einen klaren Gegensatz zum Nationalsozialismus brachte. Bei einer Ansprache anlässlich des Weltkongresses des Baptistischen Weltbundes brachte er während einer Ansprache seine Überzeugungen unter anderem mit diesen Sätzen zum Ausdruck:

„[...] Wir haben es nicht mit dem Gott irgendeines Volkes oder einer Rasse zu tun. Wir kennen keinen deutschen oder chinesischen oder englischen Gott. Gott ist der Herr aller Menschen, Völker und Nationen, der sich in Jesu Christo offenbart. Das macht uns nicht zu schlechteren Deutschen oder Engländern oder Chinesen. Die besten Christen sind immer noch die besten Patrioten gewesen. Wir wissen um unsere Verantwortung, und um unseres Volkes willen wollen wir ganze Christen sein.“

Nach seiner Zeit als Jugendsekretär fand Gezork für einige Zeit eine Anstellung in der Berliner Geschäftsstelle des deutschen Baptistenbundes, wo er sich als Mitglied des sogenannten Kongresskomitees mit der Vorbereitung und Durchführung des bereits erwähnten Baptistischen Weltkongresses befasste. Noch 1934 reiste er wieder in die Vereinigten Staaten. 1935 kehrte er nach Deutschland zurück und entdeckte nach seiner Abwesenheit, dass sich die Strukturen der Nazi-Diktatur noch stärker verfestigt und alle Bereiche der Gesellschaft durchdrungen hatten. Gezork fürchtete wegen seiner früheren mündlichen und schriftlichen Äußerungen um sein Leben und beschloss, nach Amerika auszuwandern. Er beantragte einen Reisepass mit der Begründung, er beabsichtige in den USA eine Vortragsreise durchzuführen, und buchte einen Platz auf dem Passagierdampfer New York. Am 1. Januar 1936 erreichte das Schiff New York; Gezork – so sein Biograph John C. Shelley – begann seinen neuen Lebensabschnitt mit weniger als 4 $ in der Tasche (= „less than $4 in his pocket“). Seinen Lebensunterhalt verdiente er zunächst mit verschiedenen Gelegenheitsarbeiten, Vortragsvertragsveranstaltungen sowie als Teilzeit-Interimspastor der deutschsprachigen New Yorker Baptistengemeinde.
Gezork kehrte nach dem Zweiten Weltkrieg für einige Jahre nach Deutschland zurück und war im Auftrag der US-Militärregierung  der Chef für protestantische Angelegenheiten. Dieses Amt hatte er von 1946 bis 1948 inne.
Von 1950 bis 1965 wirkte er als Präsident der Andover Newton Theological School. Ab 1956 wurde er als Nachfolger von Reinhold Niebuhr in das Board of Preachers der Harvard University berufen; gleichzeitig war er auch Mitglied des Kuratoriums des Wheaton College in Illinois. Von 1954 bis 1955 amtiert er Präsident der American Baptist Convention. Eine zweite Präsidentschaft innerhalb seiner Baptistenkirche folgte im Zeitraum 1959–1960.

## Familie
Herbert Johannes Gezork war seit 1937 mit Ellen, geborene Markus (1913–2015) verehelicht. Ellen Gezork war jüdischer Herkunft und emigrierte nach den Vereinigten Staaten. Am 1. Januar 1937 traf sie mit dem Passagier- und Frachtdampfer President Harding in New York ein. Die Hochzeit fand am Tag ihrer Ankunft statt. Herbert und Ellen hatten sich bereits 1934 in Berlin kennengelernt.  Aus der Ehe gingen vier Kinder hervor: Herbert Peter, Thomas Edward, James William und Janet Ellen.

## Veröffentlichungen (Auswahl)
- Eine zeitgemäße Anwendung der Bergpredigt. In: Wahrheitszeuge. Kassel 1925, Ausgabe Nr. 22. S. 170.
- Die baptistische Auffassung von religiöser Freiheit. In: Wahrheitszeuge. Kassel 1925, Ausgabe Nr. 25, S. 195–197.
- Um die Bibel. In: Jungbrunnen. Kassel 1927, Ausgabe Nr. 5. S. 123.
- The philosophical and ethical conceptions of Marxian Socialism (Dissertation), Louisville / Kentucky 1930
- Unsere Jüngerschaft und unser Zeugendienst im Blick auf die Gottlosenbewegung. In: Jungbrunnen. Kassel 1932, Ausgabe Nr. 5. S. 3–20.
- So sah ich die Welt. Aus dem Weltreise-Tagebuch eines jungen Deutschen. Kassel 1933 (erste Auflage); Wuppertal/Kassel 1989 (bislang letzte Auflage)
- Unser baptistischer Glaube. In: Die Gemeinde. Kassel 1955, Ausgabe Nr. 20. S. 308–310 (nach einem Vortrag auf dem Baptistischen Weltkongress in London; englischer Originaltitel: Our Baptist Faith in the World To-day)